# Саймон Доннеллі
Саймон Доннеллі (англ. Simon Donnelly; нар. 1 грудня 1974, Глазго) — шотландський футболіст, що грав на позиції нападника. По завершенні ігрової кар'єри — тренер.
Виступав, зокрема, за «Селтік», з яким став чемпіоном Шотландії, володарем Кубка шотландської ліги та Кубка Шотландії, а також національну збірну Шотландії, з якою був учасником чемпіонату світу 1998 року.

## Клубна кар'єра
Доннеллі народився в Глазго, але виріс в Ратерглені. У дорослому футболі дебютував 1992 року виступами за «Квінз Парк», але залишив його у 1993 році, щоб приєднатися до «Селтіка». Доннеллі дебютував у Прем'єр-дивізіоні в кінці сезону 1993/94, вийшовши на заміну в матчі проти «Гіберніана» (0:0). Зігравши в більшості матчів з березня, Доннеллі забив п'ять голів у 12 матчах чемпіонату. Він не зміг покращити цей показник у наступному сезоні, оскільки він не забив у 17 матчах чемпіонату жодного голу, хоча і зіграв у фіналі виграного Кубка Шотландії. У сезоні 1995/96 Доннеллі став основним гравцем, пропустивши лише один матч чемпіонату і забив шість голів, також був основним і в наступному сезоні 1996/97 років .
У сезоні 1997/98 показав найкращий результат, забивши 10 м'ячів у 30 матчах, і виграв з командою шотландський чемпіонат і Кубок Ліги. У наступному сезоні, Доннеллі забив п'ять м'ячів у 23 матчах, і він стай його останнім сезоном на «Селтік-Парку».
9 липня 1999 року Доннеллі разом з одноклубником Філом О'Доннеллом приєдналися до англійського «Шеффілд Венсдей» за правилом Босмана. 7 серпня він дебютував у Прем'єр-лізі в матчі проти «Ліверпуля» (1:2). Проте старт гравця у новому клубі був перерваний серією травм, і він зіграв лише дванадцять матчів у Прем'єр-лізі в тому сезоні, забивши один раз проти «Дербі» (3:3), в той час як клуб зайняв передостаннє місце і понизився у класі. Там Саймон грав протягом наступних трьох років, але рідко з'явився у стартовому складі зігравши загалом за клуб лише 62 матчі і забив у них 8 голів у всіх турнірах протягом чотирьох років..
В серпні 2003 року Доннеллі повернувся до Шотландії у «Сент-Джонстон». Несподівано, з огляду на історію травм, Доннеллі став головним бомбардиром команди, забивши вісім м'ячів у 36 матчах другого дивізіону Шотландії, після чого в липні 2004 року ним зацікавився клуб вищого дивізіону «Данфермлін Атлетік», куди він і перейшов. Протягом свого часу в цьому клубі його травми повернулися, і він був звільнений через два роки, зігравши менш ніж сорок матчів у Прем'єр-лізі.
В червні 2006 року повернувся у другий дивізіон, ставши гравцем «Партік Тісл» і регулярно грав до свого уходу у травні 2009 року. Тим не менш незабаром гравець повернувся в команду як граючий тренер, провівши в команді ще один повноцінний сезон. За аналогічною схемою, Доннеллі потім був звільнений наприкінці сезону 2009/10 років, але пізніше знову підписаний на один рік контракту. 2011 року остаточно завершив ігрову кар'єру, перебравшись повністю на тренерські посади у цьому ж клубі.

## Виступи за збірні
1996 року залучався до складу молодіжної збірної Шотландії.
27 травня 1997 року дебютував в офіційних матчах у складі національної збірної Шотландії в товариській грі проти Уельсу (0:1). У наступному сезоні Доннеллі також регулярно виступав за Шотландію, граючи в низці товариських матчів перед чемпіонатом світу 1998 року у Франції, а потім і потрапив у заявку на сам турнір, хоча не виходив на поле жодного разу. В тому ж році Саймон провів і свій останній матч за збірну — із Фарерськими островами (2:1). Всього провів у формі головної команди країни 10 матчів, голів не забивав.

## Кар'єра тренера
З 2011 року працював асистентом свого колишнього партнера на полі Джекі Макнамари у «Партік Тісл». 30 січня 2013 року він разом з Макнамарою перейшов на роботу до «Данді Юнайтед», де знову працював асистентом і залишив команду у вересні 2015 року, після звільнення Макнамари.
Через два місяці Доннеллі, знову на запрошення Макнамари, став асистентом в англійському клубі «Йорк Сіті». Після відставки Макнамари та призначення його на посаду виконавчого директора, Доннеллі покинув клуб 16 жовтня 2016 року.

## Титули і досягнення
- Чемпіон Шотландії (1):

«Селтік»: 1997—98
- Володар Кубка шотландської ліги (1):

«Селтік»: 1997—98
- Володар Кубка Шотландії (1):

«Селтік»: 1994—95